# Cruce de los Andes (1883)
El Cruce de los Andes describe el paso que realizó el general Cáceres con su tropa, al dirigirse de Yungay a Pomabamba, bordeando las dos lagunas de Llanganuco; marcha cuesta arriba, tramontando la cumbre, descienden hasta Tingo. Por último, a Pomabamba, a fines de junio de 1883.

## Historia de la marcha y sus tramos

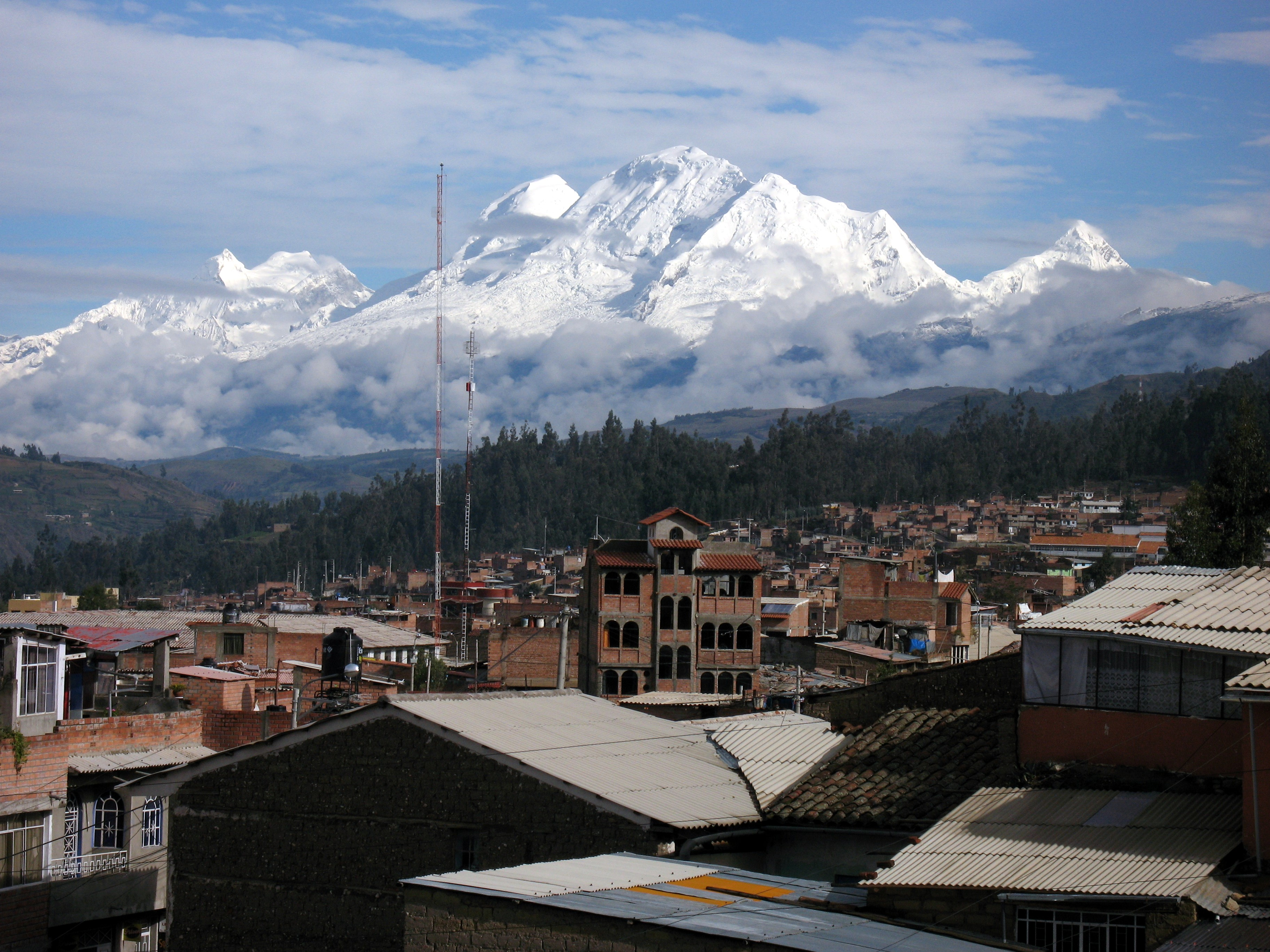
La columna pasó entre las montañas Huandoy y Huascarán, en la foto desde la izquierda: la primera y la segunda cimas.

El mariscal Andrés Avelino Cáceres y su tropas, el 23 de junio de 1883, en Yungay estaba atenazado por el enemigo chileno, sitas en tres frentes: Arriagada, por el sur; Gorostiaga, por el norte y otro que entraría por Casma. Al este, el abrupto parapeto de la cordillera de los Andes le permitiría una salida estratégica y extraordinaria, de modo que desorientó al enemigo.

### Bordeando el Llanganuco
La tropa bordea un camino angosto, ganado a tajo abierto y en roca viva, apegado a las dos lagunas, al lado izquierdo cuando se sube desde Yungay a Portachuelo (= abra en la parte más alta del trayecto). Usando puntales, barbacoas, han de pasar, con pérdidas de jinetes, soldados, algunos pertrechos y acémilas.

### Por la cuesta de Atojshayco
Cuando hayan pasado Orqon qocha,, el ingeniero Eléspuru inutilizó esa trocha para corte el paso al enemigo.

## Descenso hasta Tingo
A últimas horas de la tarde bajan en el flanco oriental de la cordillera, por mariahuayra y Toroimachay. Cuando la noche se cierne acampan en la cercaníad de tingo, que habría sido un fundo de la familia Calonge,

### Hasta Yurma y Seccha
De Tingo se desplazan a Yurama; los acoge Néstor Roca, dueño del fundo y les brinda comida y ayuda del caso.

### Llegando a Pomabamba
Desde Acobamba se dirigieron a Pomabamba